# Z for Zachariah – Das letzte Kapitel der Menschheit
Z for Zachariah – Das letzte Kapitel der Menschheit (Originaltitel: Z for Zachariah) ist ein US-amerikanisch-isländischer Science-Fiction-Film von Craig Zobel aus dem Jahr 2015. Er basiert auf dem gleichnamigen Roman von Robert C. O’Brien.

## Handlung
Die Überlebende einer nuklearen Apokalypse, Ann Burden, lebt ein bescheidenes Leben auf dem Gehöft ihrer Familie in einem Tal, das durch felsige Hänge, günstige Wetterbedingungen und eine reichliche, bodengespeiste Wasserversorgung vor radioaktiven Verunreinigungen geschützt ist. Eines Tages trifft Ann auf den Überlebenden John Loomis, einen Ingenieur, der mit Hilfe von Medikamenten und einem Strahlenschutzanzug von einem entfernten Militärbunker hergefunden hat. Verwundert stellt er mittels seines Geigerzählers fest, dass hier keine Strahlenbelastung vorhanden ist. Vor lauter Freude wirft er seinen Schutzanzug ab und badet im nächsten Gewässer. Das ist allerdings kontaminiertes Oberflächenwasser und er erkrankt sofort. Doch Ann nimmt ihn mit nach Hause und pflegt ihn gesund.
John Loomis gewinnt allmählich seine Kraft zurück und wird Teil von Anns rustikalem Leben. Sie erzählt von ihren Eltern und ihrem jüngeren Bruder, die auf der Suche nach anderen Überlebenden das Tal verlassen haben, aber nie zurückgekehrt sind. Er erklärt ihr, wie sie Treibstoff an der örtlichen Tankstelle abpumpen kann, um den liegengebliebenen Traktor wieder ans Laufen zu bringen. Dadurch ergibt sich für die beiden die Möglichkeit, ausreichend Nahrungsmittel für den Winter anzubauen. John spekuliert, dass mithilfe eines Wasserrads Strom am nahe gelegenen Wasserfall erzeugt werden könnte. Dafür bräuchte er allerdings Bretter und Balken der kleinen Kirche, und Ann hadert mit diesem Vorschlag, da ihr Vater dort Prediger war. Eine Kirche abzureißen widerspricht auch ihrer tief verwurzelten christlichen Überzeugung. John beschließt, das Projekt nicht weiter zu verfolgen. Ann und John wachsen enger zusammen, bauen Pflanzen an und bereiten sich auf eine langfristige Besiedlung vor. Die beiden sind kurz davor, miteinander intim zu werden, aber John lehnt vorsichtig ab und erklärt, dass weitere Intimität die Dinge zwischen ihnen verändern werde und dieser Schritt für ihn noch mehr Zeit benötige, „Aber Zeit haben wir ja.“
Gestohlene Lebensmittel und ein diffuser Umriss in einem Spiegel kündigen die Ankunft eines dritten Überlebenden an, es ist ein Mann namens Caleb. Obwohl Ann Caleb freundlich in das Bauernhaus einlädt, entsteht Reibung zwischen Caleb und John. Der hinterfragt Calebs Hintergrundgeschichte und Motive; Caleb betont wiederholt die religiöse Verbindung, die er mit Ann teilt (im Gegensatz zu John), und schlägt halb im Scherz eine Wette um die Zuneigung der jungen Frau vor, während die beiden Männer auf Truthahnjagd gehen.
In ihrer kleinen Gesellschaft findet bald jeder der drei seinen Platz. Beide Männer berichten von postapokalyptischen Schrecken, die sie vor Erreichen des Tals erlebt haben. John beschreibt einen strahlenkranken Jugendlichen, der ihn um den Tod bat; später vertraut er Ann seine Überzeugung an, dass der sterbende Junge ihr Bruder gewesen sein könnte. Caleb drängt Ann, das Wasserradprojekt voranzutreiben, und die Arbeiten zum Abriss der Kirche für Materialien beginnen. John nimmt ihre gegenseitige Anziehungskraft wahr und gibt Ann die Zustimmung, eine romantische Beziehung mit Caleb zu führen, offenbart jedoch seinen Kummer und seine Wut darüber, Ann zu verlieren, durch eine vom Rassismus geprägte Bemerkung. Kurz danach, nach einem festlichen Abendessen, erzählt John (der einigermaßen betrunken ist) Ann, dass er sie liebt, bevor er in seinem Bett einschläft. Ann ist frustriert und sucht Caleb im angrenzenden Badezimmer auf, wo die beiden dann Sex haben. Weitere Spannungen zwischen Caleb und John entstehen nach dieser sexuellen Begegnung. Die beiden Männer stellen das Wasserrad fertig und transportieren es und die Holzrinne zum Wasserfall. Caleb trägt den sperrigen Schutzanzug, um beim Klettern im Wasserfall nicht verstrahlt zu werden. Er rutscht auf den moosig-glitschigen Felsen aus, aber John sichert ihn mit einem Seil. Fast oben angelangt rutscht er noch einmal aus und die beiden Männer tauschen einen langen Blick. Der Ausgang bleibt im Ungewissen.
John kehrt alleine zum Bauernhaus zurück. Ann entschuldigt sich bei ihm für ihren Sex mit Caleb. John erzählt ihr, dass Caleb beschlossen habe, auf die Suche nach anderen Überlebenden nach Süden zu gehen. Ann ist überrascht und jagt Caleb nach, findet ihn aber nicht mehr. Zurück im Haus bemerkt sie plötzlich das Summen des Kühlschranks und sie schaltet begeistert alle Lampen an. In der Scheune findet sie ihre geliebte Kirchenorgel und spielt eine traurige Hymne. John kommt dazu und beide tauschen unsichere Blicke aus.

## Produktion
Ursprünglich sollte Amanda Seyfried die weibliche Hauptrolle spielen, jedoch verließ sie den Film und wurde durch Margot Robbie ersetzt. Der Film wurde hauptsächlich in Neuseeland gedreht. Die Dreharbeiten begannen im Januar 2014 in Canterbury in der Nähe der Stadt Christchurch. Weitere Szenen wurden im März 2014 in Welch, West Virginia, gedreht. Als Produzent fungierte Tobey Maguire.

## Synchronisation
Die deutschsprachige Synchronisation übernahm Reinhold Kospach mit seiner eigenen Synchronfirma. Er führte auch die Dialogregie.
| Rolle       | Schauspieler     | Synchronsprecher    |
| ----------- | ---------------- | ------------------- |
| John Loomis | Chiwetel Ejiofor | Charles Rettinghaus |
| Ann Burden  | Margot Robbie    | Nadine Zaddam       |
| Caleb       | Chris Pine       | Nico Sablik         |